# Diep
Een diep is de benaming die zowel aan sommige kanalen als aan natuurlijke vaarwaters wordt gegeven. De aanduiding heeft betrekking op de waterdiepte, die meer is dan een watergang die voor de ontwatering is bedoeld. Deze extra diepte maakt scheepvaart mogelijk.

## Lijst van diepen
Sommige diepen hebben meerdere namen, er zijn ook namen die op verschillende diepen betrekking kunnen hebben. Daarom geeft deze lijst alleen de namen van artikelen: in die artikelen zijn nog dus meer namen te vinden. Verder zijn (voormalige) diepen die (ook) nog als plaats- of straatnaam bestaan wel vermeld. Er is geen onderscheid gemaakt tussen natuurlijke vaarwaters en gegraven kanalen, omdat er ook de nodige tussenvormen bestaan.
- Abrahamsdiepje
- Achterdiep (ook plaatsnaam)
- Aduarderdiep
- Amerdiep
- Boterdiep
- Buiten Nieuwediep of Oude Diepje
- Damsterdiep
- Deurzerdiep
- Dokkumergrootdiep
- Drostendiep
- Eelderdiep
- Eerste Dwarsdiep (plaatsnaam)
- Ganzendiep
- Gelderse Diep
- Groote Diep
- Havendiep
- Hoendiep
- Hoerediep
- Hollandsch Diep
- Hoornsediep
- Kattendiep (gedempt)
- Kieldiep
- Leekster Hoofddiep
- Lettelberterdiep
- Lieversche Diep
- Looner Diep
- Lopende Diep
- Nieuwe Diep
- Noordbroeksterdiep
- Oldediepje, deel van het Lustigemaar
- Oostervoortsche Diep
- Oude Diep (Drenthe)
- Oude Diepje (Reitdiep)
- Peizerdiep
- Pekelderdiep
- Poeldiep
- Reitdiep
- Schoonebeker Diep
- Schuitendiep
- Termunterzijldiep
- Tweede Dwarsdiep (plaatsnaam)
- Visvlieterdiep
- Winschoterdiep
- Winsumerdiep
- Wolddiep
- Zuiderdiep (gedempt)